# 浦高札
浦高札（うらこうさつ）とは、江戸時代に出された高札の一種。海難事故における救援や浦（港湾・海岸）における治安維持を目的とした。湊高札（みなとこうさつ）とも。
元和7年（1621年）8月に江戸幕府が海難に遭遇した廻船の救助を命じた3か条を西国の浦々に命じるために高札を立てたのが最初とされる。
日本全国の浦を対象にしたと考えられるのは寛永13年（1636年）8月に出されたもので、「難破船救助」「人や荷物を救助・保護した場合の報酬」「被害荷調査」に関する3か条から成り立っていた。
寛文7年（1667年）閏2月に「長期滞船の禁止」「城米輸送船の人員・船具完備」「漂着物拾得時の報酬」「博奕禁止」の4か条が禁止された。この通達はその後何度か繰り返し通達されて、正徳元年（1711年）5月に「諸国浦高札」として日本全国に改めて通達された。正徳の浦高札は寛文の7か条とほぼ同一内容であるが、翌年8月に出された「（諸国浦高札で規定された）遭難船の救難義務の徹底」を求める前文と「吃水線以上の城米等の荷物搭載の禁止」「遭難に乗じた船頭らの不正禁止」の追加規定からなる3か条の「浦々添高札」とともに、幕末まで改廃・再通達が行われなかったことから、江戸時代を通じて海事にまつわる基本規定として機能した。